# Kuljunlahden makeanveden allas
Kuljunlahti sötvattensreservoar (Kuljunlahden makeanveden allas) är en sjö i form av en invallad vik i kommunen Brahestad, strax söder om Brahestad i landskapet Norra Österbotten i Finland. Arean är 1,16 kvadratkilometer och strandlinjen är 6,23 kilometer lång. Sjön  ingår i Egentliga Bottenvikens avrinningsområde.   Den ligger omkring 64 kilometer sydväst om Uleåborg och omkring 500 kilometer norr om Helsingfors. 